# Кошта (Малечкинское сельское поселение)
Кошта — деревня в Череповецком районе Вологодской области. Входит в состав Малечкинского сельского поселения, с точки зрения административно-территориального деления — в Малечкинский сельсовет.
По переписи 2002 года население — 33 человека (15 мужчин, 18 женщин). Преобладающая национальность — русские (97 %).

## География
Расстояние по автодороге до районного центра Череповца — 27 км, до центра муниципального образования Малечкино — 7 км. Ближайшие населённые пункты — Сельца, Афонино, Ботило.
Возле поселения протекает речка Кошта. Рядом проходит трасса А114 (Вологда — Новая Ладога).